# トーキョーハイライト
トーキョーハイライトは、諸岡立身（もろおか たつみ）が主宰するコントユニット。2003年11月旗揚げ。

## 概要
お笑い芸人であった諸岡立身が、お笑いコンビ『満（みつる）』を解散後、2003年に立ち上げたコントユニット。5〜15分程度の尺のコントを小劇場などで活躍する俳優が演じる。毎回プロデュース形式で公演を行っている。公演は10本程度のコントで構成される。ユニットのキャッチコピーは「役者が演じる良質なコントをどうぞ」。

## メンバー
- 諸岡立身（もろおか たつみ、1973年11月12日 - ）主宰。 脚本・演出・構成を担当。演者としても出演。

## 公演
- 『辞表』（2003.11）
- 『グラタン』（2004.1）
- 『64,000グラム』（2004.9）
- 『東京』（2005.6）
- 『KING』（2005.12）
- 『vacation』（2006.7）
- 『もろおか空間リバティ』※諸岡立身ソロライブ（2006.11）
- 『カルチャー』（2006.11）
- 『プリン』（2007.11）
- 『10』（2008.10-11）
- 『クライマックス』（2013.6）
- 『なりたかったおとこ』（2013.11）
- 『俳優・美濃部輝久』（2014.5）